# Кубена
Кубена (на руски: Кубена) е река в Архангелска и Вологодска област на Русия, вливаща се в Кубенското езеро (от басейна на река Северна Двина). Дължина 368 km. Площ на водосборния басейн 11 000 km².
Река Кубена води началото си от Коношкото възвишение, на 218 m н.в., южно от селището от градски тип Коноша, в югозападната част на Архангелска област. Тече предимно в южна посока. В горното течение долината ѝ е с високи и гористи брегове, течението бързо, съпроводено с прагове. След град Харовск Кубена става типична равнинна река – с широка и плитка долина, бавно течение и множество меандри. Влива се чрез малка делта в североизточната част на Кубенското езеро, на 110 m н.в., при село Устие, във Вологодска област. Основни притоци: леви – Вотча (73 km), Йомба (75 km), Сямжена (117 km), Сима (53 km); десни – Кострома (52 km), Сит (97 km), Кихт (70 km). Има смесено подхранване с преобладаване на снежното. Среден годишен отток в долното течение 52,2 m³/s. Плавателна е в най-долното си течение за плиткогазещи съдове. По течението на Кубена са разположени множество населени места, в т.ч. град Харовск във Вологодска област.